# Roser Murillo i Ribera
Roser Murillo Ribera, coneguda artísticament com a Roser (Canet de Mar, Maresme, 9 de maig de 1979) és una cantant i presentadora catalana.

## Biografia
Va començar la seva carrera com a model en passarel·les com Gaudí (Barcelona). Es va donar a conèixer a Popstars l'any 2002, programa de Telecinco basat en el format que havia arrasat a països com Austràlia, Alemanya, Itàlia o França, però que en la seva versió espanyola es va inspirar més en el format OT (Operación Triunfo). Va arribar a ser finalista, però va renunciar-hi per desenvolupar la seva carrera com a solista. El seu primer single va ser No vuelvas (No tornis), cort de presentació de l'àlbum Desperté al març de 2003. A aquest se li van sumar unes dues altres cançons, Quiero besarte, tot un èxit durant aquell estiu, i finalment Dueña de mi corazón. L'èxit va incloure una reedició de l'àlbum a la tardor d'aquell mateix any i les vendes rondaren les 50.000, ja que va aconseguir el disc d'or.
Un any després va presentar el disc Foc. Igual que amb Desperté, la cantant es va embarcar en una intensa gira estiuenca. El senzill "Foc" va sonar en la seva versió en castellà a Los 40 Principales, i va arribar fins a les primeres posicions de la llista, tot i que sobtadament en va desaparèixer. Aquest senzill va marcar un abans i un després en la seva trajectòria musical; el seu videoclip es va promocionar força en canals com el K3, al programa Top Ten Tomàtic, on va ser indiscutiblement la cançó en català més votada durant l'especial de Sant Joan. La seva discogràfica, Warner Music Spain, va apostar molt per ella en aquest sentit, donant a entendre que la Roser podia ser considerada com la primera cantant de Reggaeton en català. Tot i l'èxit espectacular del single "Foc" i "Fuego", mai més va aconseguir arribar a superar ni molt menys igualar aquest èxit. De fet, molts catalans només recorden d'ella la cançó "Foc", actualment. El seu segon single va ser "Boca a boca". Després d'aquest, "La Trampa" va concloure el recorregut de l'àlbum, del que s'estimen unes vendes superiors a 30.000 còpies.
Roser va realitzar en un canal local de Barcelona l'any 2005 el programa Sexe Savi, mentre preparava el seu següent projecte discogràfic. En aquest període va col·laborar també en diferents programes televisius i anuncis de tele-promoció.
El seu tercer i últim àlbum d'estudi, Raffaella, homenatge a la italiana Raffaella Carrà, va veure la llum el 6 de juny de 2006. El single de presentació és Rumore, en una versió que s'inclina cap al pop rock amb tocs electrònics.
Quant a projectes televisius, va presentar al costat del cantant Àlex Casademunt el programa Cantamania a TV3 i ha participat com a cantant en altres programes especials de la cadena, entre ells l'especial cap d'any 2007, on va cantar un duet amb Marcos Llunas.
El setembre de 2009 va sortir com a avançament de l'últim disc el senzill "La bèstia" (La bestia) amb un videoclip amb la col·laboració de Xavier Sardà. El 26 de gener de 2010 es va publicar finalment el nou disc titulat "Clandestino". És parella del dansaire Joel García del Río i en 2015 va tenir un fill.

## Discografia

### Àlbums
- Desperté (17/3/2003), 55.000 còpies venudes - Disc d'or
- Desperté (edició especial) (30/9/2003)
- Foc (25/5/2004), 30.000 còpies venudes
- Raffaella (6/6/2006)
- Clandestino (26/1/2010)

### Singles
- No Vuelvas (Remixs) (?/5/2003)
- Quiero Besarte (Remixs) (?/5/2003)
- Dueña de mi corazón
- Fuego/ Foc (Remixs) (27/7/2004)
- Boca A Boca (Remixs) (27/7/2004)
- La trampa
- Rumore
- La bestia/ La bèstia
- Solo en ti / Només en tu (2010)